# Afazija
Afazija je stečeni potpuni gubitak govora, govornog izražavanja i/ili razumijevanja, uzrokovan oštećenjem u kortikalnim centrima u središnjem živčanom sustavu. Nepotpuni gubitak naziva se disfazija. 
Disfaziju treba razlikovati od disatrije koja podrazumijeva otežan izgovor zbog poremećaja artikulacije govora, ali razumijevanje govora, pisanje, čitanje i slušanje nisu oštećeni, dok se kod disfazije oštećeni određeni moduli ili kombinacija modula jezičnog sustava kao što su izgovor, razumijevanje, čitanje ili pisanje.
Afazija i disfazije najčešće nastaju kao posljedica oštećenja kortikalnih centara za govor ili neurona koje njih povezuju, demencije, cerebrovaskularnim bolestima, tumorima mozga i traumom mozga.
Afazije se mogu razvrstati u:
- Wernickeova afazija ili senzorna (receptivna) afazija
- Brocina afazija ili motorička (ekspresivna) afazija
- Globalna afazija ili senzomotorička afazija
- Transkortikalna afazija, koja može biti motorička ili senzorna ili miješovita
- Konduktivna afazija
- Amnestička afazija ili nominalna afazija (anomija)